# Aharon David Gordon
Pour les articles homonymes, voir David Gordon et Gordon.

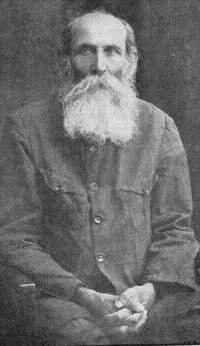
Aharon David Gordon.

Aharon David Gordon (אהרן דוד גורדון) né le 9 juin 1856 à Troyanov, pres de Jytomyr, Ukraine et mort le 22 février 1922 à Degania est un penseur, écrivain et éducateur juif d'expression hébraïque.
Aharon David Gordon compte parmi les idéologues reconnus du mouvement des travailleurs juifs (en particulier, le mouvement social-démocrate sioniste Hapoel Hatzaïr (« Le Jeune Ouvrier ») en Palestine (Terre d'Israël). Il prône l'activité corporelle comme moyen d'élévation de l'être humain, une « religion du travail ». Son œuvre a fortement influencée la création des Kibboutz.

## Vie dans l'empire russe
Il naît dans une famille croyante et aisée. Il reçoit une éducation religieuse, mais aussi une instruction laïque.
Réformé de l'armée après six mois à cause de problèmes médicaux, il travaille pendant 20 ans comme employé sur les domaines du baron Horace Ginzburg, à qui il était apparenté de loin. Bien qu'apprécié pour son honnêteté, il trouve son travail très ennuyeux et peu adapté à sa nature. Marié à une cousine, Feiga Tartakov, cinq de leurs sept enfants meurent très jeunes.
Les pogroms contre les Juifs en 1881 le convainquent des idées sionistes avancées initialement par le mouvement Hibat Tzion (« Amants de Sion »), dont il devient membre.
Après la mort de ses parents et après que ses enfants sont devenus indépendants, il décide d'émigrer vers la Palestine (en hébreu et en yiddish Eretz Israel, la « terre d'Israël ») et d'y travailler la terre.

## Activités professionnelles en Palestine ottomane
À l'âge de 48 ans, en 1904, il « monte » en Israël où il s'adonne dès le départ au travail de la terre, qu'il considère être l'unique manière pour l'Homme d'accéder à la délivrance spirituelle et existentielle.
Le lourd travail physique dans lequel Aharon David Gordon se lance, à un âge relativement avancé, et sans expérience, lui vaudra une forte influence sur le reste des travailleurs en Terre d'Israël.
Après avoir vécu et travaillé dans des plantations d'orangers à Petah Tikva et dans le vignoble de Rishon LeZion, ainsi que dans les fermes de Sejera, de Migdal, Hatzar Kineret et Kfar Aryé, sa femme et sa fille Yael viennent le joindre à Eyn Ganim, pendant que son fils reste en Europe. Elles sont très étonnées par son aspect, vieilli et négligé, et en même temps, par son enthousiasme. Son épouse meurt quatre mois après son immigration.
Avant la fin de sa vie, en 1913, Gordon s'installe au nouveau kibboutz Degania où il partage une chambre commune avec trois autres ouvriers. Quand il est de garde, il refuse de porter une arme et prend seulement sa flûte. Chaque matin, il fait ses prières, ce qui est assez insolite dans le nouveau milieu où il vit.

## Idéologie
Ses idées sur la pureté du travail physique, sur son rôle libérateur et de « force cosmique » lui sont inspirées par les écrits de Léon Tolstoï, de Henry George et Henry Thoreau. On y retrouve aussi des influences venue du hassidisme et de la Kabbale.
À côté de ses activités productives en Palestine ottomane, A.D. Gordon (le nom sous lequel il était en général connu) a une œuvre de production politique importante. Il estime que toutes les souffrances des Juifs peuvent être imputées à leur état parasitaire dans la diaspora, où les interdits professionnels ne leur ont pas permis de participer au travail créatif.
Pour remédier à cette situation, il promeut une véritable religion du travail physique et de l'agriculture, non seulement comme moyen de libération nationale, mais aussi comme moyen d'élévation spirituelle. Il estime en effet que le travail de la terre est une tâche sacrée, non seulement pour l'individu, mais aussi pour l'ensemble du peuple juif. L'agriculture unit le Peuple à sa terre et permet de justifier son existence. Pour lui « la terre d'Israël est acquise par le travail, pas par le feu et pas par le sang ». Le retour à la terre doit transformer le peuple juif et permettre sa régénération.
« 
Le peuple juif a été complètement coupé de la nature et emprisonné dans les murs de la ville pendant deux mille ans. Nous avons été habitués à toutes les formes de vie, excepté une vie de travail - un travail fait en notre nom et dans son propre intérêt. Il faudra le plus grand effort de la volonté à un tel peuple pour redevenir normal. Il nous manque le principal ingrédient de la vie nationale. Il nous manque l'habitude du travail. [...] Nous devons créer un nouveau peuple, un peuple humain dont l'attitude envers les autres peuples est remplie du sens de la fraternité humaine »
Par principe, Gordon refuse longtemps de participer à l'un des partis politiques sionistes qui se créent à l'époque, même s'il reste sioniste et participe à ce titre au Congrès sioniste de 1911.
Cependant, malgré cet éloignement volontaire de la politique partisane, l'influence de ses écrits est forte et attire des partisans. Gordon fonde finalement le parti Hapoel Hatzaïr (« Le Jeune Ouvrier »). Celui-ci, dont il apparaît comme le principal inspirateur et premier dirigeant, développe une vision marquée par la fusion du nationalisme juif et d'un socialisme agricole, coopératif, anti-autoritaire et non marxiste, fortement opposé à l'idée de lutte des classes. C'est dans ce cadre que le parti créera les premiers Kibboutzim, Kibboutzim dont Gordon deviendra naturellement membre en 1919 (à Degania).
Gordon est demeuré un Juif religieux orthodoxe pendant la plus grande partie de sa vie. Ce n'est que dans ses dernières années qu'il a commencé à prendre ses distances avec la religion.

## Décès
Il meurt en 1922 au kibboutz Degania, à la suite d'un cancer du larynx.
La « Maison Gordon », musée et institut sur la nature et l'agriculture, ainsi que le mouvement de jeunesse « Gordonia », fondé en 1925, rappellent son souvenir.